# سن اکتساب
سن اکتساب (انگلیسی: Age of acquisition) متغیری در روان‌شناسی زبان است که به‌سنی اشاره می‌کند که یک واژه به‌طور معمول در آن سن آموخته می‌شود.